# سفارة بلجيكا في الهند
سفارة بلجيكا في الهند هي أرفع تمثيل دبلوماسي لدولة بلجيكا لدى الهند. تقع السفارة في Chanakyapuri ‏ وهي تهدف لتعزيز المصالح البلجيكية في الهند.

## وصلات خارجية
- الموقع الرسمي
- قائمة سفارات بلجيكا
- قائمة السفارات في الهند